# Décembre 1975

## Événements
- Organisation de la première conférence sur la coopération économique, couramment appelée Conférence Nord-Sud, regroupant seize pays industrialisés et dix-neuf pays en voie de développement. Quatre commissions doivent préparer la conférence de février 1976.
- Afrique : le Congrès refuse de poursuivre le pont aérien qui alimente en armes les organisations angolaises soutenues par les États-Unis.
- Amériques : 
  - L’Uruguay, avec 3 millions d’habitants, compte 6200 prisonniers politiques.
  - Le Congrès refuse de poursuivre le pont aérien qui alimente en armes les organisations angolaises soutenues par les États-Unis.

- 1er décembre :
  - Une République démocratique populaire lao est proclamée avec Souphanouvong à la présidence (fin en 1986). Après l’interruption de l’aide américaine, l’Union soviétique installe par centaines des troupes et des conseillers dans le pays.
  - Le Conseil de l’Europe adopte à Rome le principe de l’élection au suffrage direct des membres du Parlement européen en 1978.

- 2 décembre : 
  - abolition de la monarchie du Laos. La République démocratique populaire lao est proclamée avec Souphanouvong à la présidence. Après l’interruption de l’aide américaine, l’Union soviétique installe par centaines des troupes et des conseillers dans le pays.

- 6 décembre :
  - La première grande manifestation de femmes a lieu à Rome. Le mouvement féministe acquiert une dimension nationale. Le MLD (Movimento di liberazione delle donne) est le mouvement le plus actif.
  - Au Liban, les milices chrétiennes se livrent à des massacres de musulmans (« samedi noir »). Les affrontements consacrent l’ascension des milices au détriment des responsables politiques.
  - Les dernières concessions pétrolières sont abolies et nationalisées au Koweït[1].

- 7 décembre : considérant le Fretilin comme une menace pour l’intégrité du pays, l’Indonésie envahit le Timor oriental. Malgré les condamnations du Portugal et des Nations unies, l’Indonésie fait de cette région sa 24e province. Les organisations de défense des Droits de l’homme estiment que cette annexion sanglante coûta la vie à plus de 100 000 Timorais.

- 14 décembre (Angola) :
  - bataille du pont 14.
  - Naissance de Youssef El Basri (Toulouse)

- 16 - 19 décembre[2] : organisation de la première conférence sur la coopération économique, couramment appelée Conférence Nord-Sud, regroupant seize pays industrialisés et dix-neuf pays en voie de développement. Quatre commissions doivent préparer la conférence de février 1976.

- 21 décembre : proclamation de la République démocratique de Madagascar.

- 31 décembre :
  - Le commissariat à l'énergie atomique français rachète 30 % des actions de Framatome détenue par l'américain Westinghouse et détenteur de la technologie des réacteurs nucléaires à eau pressurisée, pour le prix de 1 200 tonnes d'uranium d'une valeur de 25 millions de US dollars.
  - Réforme du statut de Paris, qui aura désormais un maire.
  - Lors de son allocution télévisée, le président Giscard d’Estaing évoque la France comme « une puissance moyenne », ce qui fait scandale car il rompt avec le mythe gaullien symbolisé par la fameuse formule : « La France n’est réellement elle-même qu’au premier rang » (De Gaulle, Mémoires, t. 1, L’Appel, Plon, 1954) .

## Naissances
- 2 décembre : Adel Kachermi, acteur et chanteur français.
- 5 décembre : Ronnie O'Sullivan, joueur de snooker anglais.
- 6 décembre : Mia Love, personnalité politique américaine († 23 mars 2025).
- 13 décembre : Tom DeLonge, chanteur et guitariste américain du groupe Blink-182.
- 14 décembre : Valérie Decobert, actrice française.
- 17 décembre : Milla Jovovich, actrice et chanteuse ukrainienne.
- 18 décembre : Sia Furler, auteure-compositrice-interprète australienne.
- 19 décembre : 
  - Brandon Sanderson, écrivain américain.
  - Nicolas Bergeron, mathématicien français († février 2024).
- 21 décembre : Charles Michel, fonctionnaire belge et président du Conseil européen depuis 2019.
- 22 décembre : Manu Payet : humoriste, acteur, réalisateur, scénariste, animateur de télévision et radio français.
- 23 décembre : Mathias Durand-Reynaldo, artiste plasticien et homme politique français.
- 30 décembre : Tiger Woods, golfeur américain.

## Décès
- 4 décembre : Hannah Arendt, philosophe allemande (° 14 octobre 1906).
- 5 décembre: Gilbert Louage, peintre français (° 27 novembre 1930).
- 7 décembre: Thornton Wilder, dramaturge et romancier américain (° 17 avril 1897).
- 27 décembre : Mammad Arif Dadachzade, écrivain azéri (° 29 mai 1904).